# 勒布尔桑
勒布尔桑（法語：Reboursin，法語發音：[ʁəbuʁsɛ̃]）是法国安德尔省的一个市镇，属于伊苏丹区。

## 地理
勒布尔桑（47°6'24"N, 1°49'16"E）面积12.72 平方千米，位于法国中央-卢瓦尔河谷大区安德尔省，该省份为法国中部省份，北起卢瓦-谢尔省，西北接安德尔-卢瓦尔省，西南接维埃纳省，南至克勒兹省和上维埃纳省，东临谢尔省。
与勒布尔桑接壤的市镇（或旧市镇、城区）包括：格拉赛、圣乌特里耶、默内叙瓦唐、圣弗洛朗坦、瓦唐。

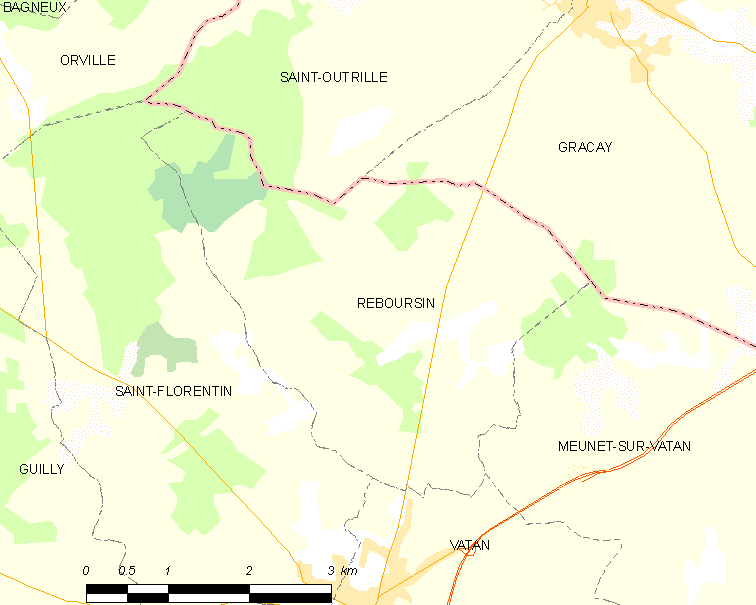
勒布尔桑的OSM定位图

勒布尔桑的时区为UTC+01:00、UTC+02:00（夏令时）。

## 行政
勒布尔桑的邮政编码为36150，INSEE市镇编码为36170。

## 政治
勒布尔桑所属的省级选区为勒夫鲁县。

## 人口

1962-2008年间勒布尔桑人口变化图示

勒布尔桑于2022年1月1日时的人口数量为104人。